# Wolfgang von Wurzbach
Wolfgang von Wurzbach (vollständiger Name Alfred Wolfgang Ritter Wurzbach von Tannenberg, * 3. Juni 1879 in Wien; † 10. Februar 1957 ebenda) war ein österreichischer Romanist, Literaturwissenschaftler  und Sammler.

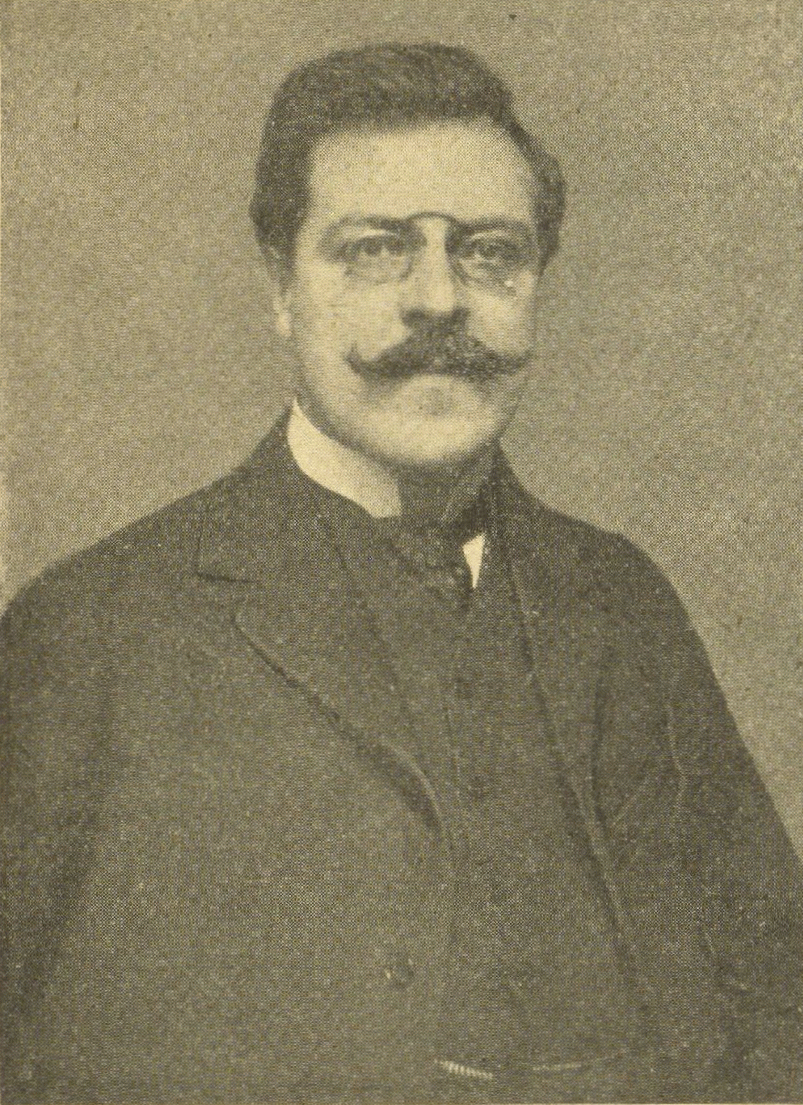
Wolfgang von Wurzbach 1922
(Photo von Isidor Harkányi)

## Leben und Werk
Wolfgang von Wurzbach war der Sohn von Alfred von Wurzbach und Eugenie von Wurzbach, der Tochter des Bankiers Joseph Lippmann von Lissingen. Er war ein Urenkel des in den Adelsstand erhobenen Laibacher Juristen Maximilian von Wurzbach und Enkel des biographischen Lexikografen Constantin von Wurzbach. Er studierte an der Universität Wien, wo er 1902 promoviert wurde. Er habilitierte sich 1906/07 in Wien für romanische Literaturgeschichte, 1911 ausgeweitet auf romanische Philologie. Er war ab 1922 außerordentlicher Professor für romanische Sprachen und Literaturen an der Universität Wien, wurde 1938 wegen der jüdischen Abstammung seiner Mutter entlassen und 1946 als ordentlicher Professor für romanische Philologie wieder eingestellt. 1950 wurde er emeritiert. Neben hispanistischen und französistischen publizierte er auch germanistische und anglistische Arbeiten. 
Wurzbach war ein bekannter Sammler von Andenken an Wiener Persönlichkeiten (Autographen, Porträtlithographien, Medaillen). Seine Sammlungen vermachte er verschiedenen Wiener Museen, so seine bedeutende, vom Großvater mütterlicherseits ererbte Sammlung holländischer Gemälde der Akademie der Bildenden Künste in Wien. 

## Publikationen

### Romanistik und weitere Philologie
- Shakespeare’s Heinrich VII. und Calderon’s La cisma de Inglaterra, in: Jahrbuch der deutschen Shakespeare-Gesellschaft  32, 1896
- John Marston, in: Jahrbuch der deutschen Shakespeare-Gesellschaft  33, 1897
- John Webster, in: Jahrbuch der deutschen Shakespeare-Gesellschaft  34, 1898
- Philip Massinger, in: Jahrbuch der deutschen Shakespeare-Gesellschaft  35, 1899/36, 1900, S. 128–217
- Lope de Vega und seine Komödien, Leipzig 1899
- Gottfried August Bürger. Sein Leben und seine Werke, Leipzig 1900
- (Hrsg.) Comedia famosa de las mocedades del Cid, Straßburg 1900
- Uffo Horn, Prag 1901
- (Hrsg.) Gottfried August Bürger, Sämtliche Werke in vier Bänden, Leipzig 1902
- (Hrsg.) Die Werke Maistre François Villons,  Erlangen 1903
- Meister-Novellen neuerer Erzähler, Leipzig 1904
- (Hrsg.) Johann Gabriel Seidls ausgewählte Werke, 4 Bände, Leipzig 1905
- Geschichte des französischen Romans. I: Von den Anfängen bis zum Ende des 17. Jahrhunderts, Heidelberg 1912
- (Hrsg.) Calderons ausgewählte geistliche Festspiele, Leipzig 1913
- Cervantes, Don Quijote, Straßburg 1913
- Oeuvres de Scribe et Legouvé, Straßburg 1913
- Cervantes, Die Novellen. Preziosa, Straßburg 1913
- Cervantes, La ilustre fregona. El curioso impertinente, Straßburg 1913
- (Hrsg.) Calderon, Meisterdramen. 8 Teile in 2 Bänden, Leipzig 1913
- (Hrsg.) Miguel de Cervantes Saavedra, Leben und Taten des scharfsinnigen Edlen Don Quixote von la Mancha, 4 Bände, Leipzig 1914
- (Übersetzer) Lope de Vega, Ausgewählte Komödien, zum ersten Male aus dem Original ins Deutsche übersetzt, 6 Bände, Straßburg 1918–1925
- Lope de Vega, Komödien, Wien 1929
- (Hrsg.) Calderon, Herrin und Zofe, Wien 1930

### Sammlertätigkeit
- Katalog meiner Sammlung von Medaillen, Plaketten und Jetons. Zugleich ein Handbuch für Sammler, 2 Bände, 1943 (Unveränderter Nachdruck Hamburg 1978)
- Aus den Erinnerungen eines Sammlers nebst einem Verzeichnis seltener und interessanter Bücher, Wien 1953
- Katalog meiner Autographen-Sammlung, Wien 1954
- Josef Kriehuber. Der Porträtlithograph der Wiener Gesellschaft. Eine Monographie, Wien 1954
- Josef Kriehuber und die Wiener Gesellschaft seiner Zeit. Katalog der Porträtlithographien Kriehubers mit ausführlichen Angaben über die von ihm dargestellten Personen. 4 Bände, Wien 1955, 1957